# Victoria Fernández Prieto
Victoria Fernández Prieto (Malvedo, 28 de diciembre de 1934-Vilallonga, 26 de abril de 2021) fue una empresaria española, que fundó en 1952 Vicky Foods, empresa antiguamente conocida como Dulcesol. El Ayuntamiento de Gandía la nombró Hija Adoptiva de la ciudad a título póstumo, el 28 de abril de 2022.

## Trayectoria
Fernández nació en la localidad asturiana de Malvedo. Ejerció su labor profesional entre Villalonga y Gandia, en la provincia de Valencia. En 1952, creó junto a su marido Antonio Juan, la empresa Juan Moratal y CIA, que en aquel momento era una panificadora en Villalonga. Veinte años después, en 1972, Fernández inventó las primeras magdalenas cuadradas, conocidas popularmente como "las glorias", lo que hizo que la compañía llegara a situarse en ese momento entre las diez empresas de pastelería más importantes de España.
En 1976, sus productos empezaron a comercializarse bajo la marca comercial Dulcesol, aumentando la distribución de los mismos en las zonas de Levante, Castilla y Andalucía, principalmente. Posteriormente, especialmente durante la década de los 80, se intensificó su expansión comercial al resto de España.
En 1983, Fernández se colocó a la cabeza de la compañía en solitario, labor que realizó durante más de cinco décadas hasta que, en 2007, sus hijos ocuparon la dirección. En 2019, el Grupo Dulcesol cambió su nombre por el de Vicky Foods, en homenaje a su fundadora. La compañía contaba con más 2.700 empleados y presencia en más de 50 países en 2021.
Fernández falleció en 2021, con 86 años.

## Reconocimientos
En 2021, la Asociación de Empresarias y Profesionales de Valencia (EVAP-BPW Valencia), le concedió a título póstumo el Premio Profesionalidad junto a otras profesionales como Silvia Gil, Mabel Lozano, y Cristina Aristoy. Ese mismo año, su hijo Rafael Juan publicó el libro titulado Una dulce historia, en homenaje a su madre.
Al año siguiente, en 2022, el Ayuntamiento de Vilallonga aprobó nombrar el Camí de la Font d'en Carròs, la calle en la que se encuentra la nave central de Vicky Foods, además de su fundación y centro de innovación, con el nombre de Victoria Fernández Prieto.
Ese mismo año, el  28 de abril de 2022, el Ayuntamiento de Gandia la nombró Hija Adoptiva de la ciudad, siendo la segunda mujer en obtener este reconocimiento, tras la fundadora del Comedor Social, Remedios Lloret, en 2017. También en 2022, realizó su debut la orquesta que lleva su nombre, la Orquesta Sinfónica Victoria Fernández Prieto, en la Colegiata de Santa María de Gandía.